# ЈКП Нискоградња Крагујевац
Јавно комунално предузеће Нискоградња (ЈКП Нискоградња) је јавно комунално предузеће основано у Крагујевцу 1990. године.

## Оснивање, развој и организациона структура
Предузеће је 1990. године основала
Скупштина града Крагујевца као ЈКП Крагујевац. Три године од настанка, предузеће је имало солидну механизацију (механичку радионицу, канцеларије, халу) .
1994. године, предузеће мења назив у ЈКП Нискоградња. 
1997. године из ЈКП Нискоградња одваја се Шарена пијаца и настаје
ЈКП Градске тржнице, а септембра 2003. године одваја се служба Паркинг сервиса и настаје
ЈКП Паркинг сервис.
2006. године од ЈКП Водовод и канализација одваја се Занатски центар и припаја се ЈКП Нискоградњи. 
ЈКП Нискоградња се радно ангажује учествујући на тендерима за послове одржавања путева и саобраћајница на градском подручју, одржавања хоризонталне и вертикалне сигнализације и одржавања главних градских аутобуских линија и саобраћајница, у зимском периоду послове чишњења снега и посипање улица сољу, каменом и ризлом као и за обављање послова за трећа лица из оквира делатности.)

## Делатност
- Одржавање, изградња, реконструкција градских саобраћајница као и локалних и некатегорисаних путева.
- Рушење бесправно подигнутих објеката.
- Производња бетонске галантерије за сопствене потребе.
- Груби грађевински радови и специфични радови нискоградње.
- Интервентни радови у слуцају елементарних непогода (кише, поплава, клизишта, пожара).
- Изградња и одржавање хоризонталних и вертикалних сигналних система на путевима.
- Зимска служба градских улица као и локалних и некатегорисаних путева.
- Одржавање и изградња градских паркинг плацева и партера.
- Изнајмиљивање грађевинских машина за трећа лица.
- Извођење грађевинских радова из области нискоградње за трећа лица.
- Извођење завршних грађевинских радова (рестаурација и адаптација постојећих ентеријера и екстеријера).
- Пружање услуга и одржавање постојећих јавних институција, образовних установа, фирми, као и радови за трећа лица.
- Радови на изградњи инфраструктуре за потребе објеката нискоградње.[2])

## Ресурси
Јавно комунално предузеће Нискоградња се налази на три локације. У улици Кнеза Милоша 25 смештена је управа предузећа, грађевинска оператива смештена је у Индустријској зони 10, а Занатски центар је смештен у улици Интернационалних бригада 1.)
Грађевинска оператива:
- браварска радионица,
- фарбарска,
- ауто-механичарска радионица са три канала за сопствено одржавање,
- радионица за прање возила са машином за прање возила.

Занатски центар:
- браварску,
- столарску,
- лимарску,
- молерску.

Возни парк:
- 13 ФАП камиона, од којих је 4 са дуплом вучом, а осталих 9 камиона ФАП 20-22,
- 2 ВОЛВО камиона ,
- 2 специјална возила (мултикар, ривал са циклонским посипачем),
- 4 ривала,
- 2 ОМ З35.8,
- ТАМ ТС75.

Механизација:
- 7 ваљака,
- 2 грејдера за фино планирање материјала,
- булдожер,
- финишер,
- 2 комбинирке,
- багер Атлас,
- 3 утоваривача,
- нисконосећа приколица НСП 25 ГОША за превоз машина,
- приколица киперка ФННП ГОША, за превоз материјала,
- 2 машине за фарбање асфалта.